# Haworthia emelyae
Haworthia emelyae es una especie de planta suculenta perteneciente a la familia Xanthorrhoeaceae. Es originaria de Sudáfrica.

## Descripción
Es una planta suculenta perennifolia que se encuentra en Sudáfrica.

## Taxonomía
Haworthia emelyae fue descrita por Poelln. y publicado en Repert. Spec. Nov. Regni Veg. 42: 271, en el año 1937.
Variedades aceptadas
- Haworthia emelyae var. comptoniana (G.G.Sm.) J.D.Venter & S.A.Hammer
- Haworthia emelyae var. emelyae
- Haworthia emelyae var. major (G.G.Sm.) M.B.Bayer
- Haworthia emelyae var. multifolia M.B.Bayer

Sinonimia
- Haworthia retusa subsp. emelyae (Poelln.) Halda
- Haworthia retusa var. emelyae (Poelln.) Halda[5]